# ماي فاركهارسون
ماي فاركهارسون (بالإنجليزية: May Farquharson)‏ هي فاعلة خير وسفرجات جامايكية، ولدت في 26 مارس 1894 في Half Way Tree ‏ في جامايكا، وتوفيت في 29 يونيو 1992 في Cross Roads, Jamaica ‏ في جامايكا.